# Кюллияйнен, Танья
Та́нья Кю́ллияйнен (фин. Tanja Kylliäinen; род. 30 января 1993, Балтимор, США) — финская пловчиха, имеющая также американское гражданство; член сборной Финляндии на летних Олимпийских играх 2016 года.
Родилась в финско-американской семье (отец — финн, мать — американка), однако по-фински говорит не очень хорошо. Рост пловчихи — всего 155 см.
Представляет балтиморский клуб Loyola-Blakefield Aquaticsia, а в Финляндии — Raision Urheilijat.